# Quebrada El Molino
La quebrada El Molino es la principal corriente hídrica del nororiente de la ciudad de Medellín, recorre íntegramente las comunas de Manrique y Aranjuez.

## Cauce y hechos históricos
La quebrada El Molino nace a 2560 metros sobre el nivel del mar en la ladera nororiental de Medellín, en la vereda Piedras Blancas, cerca a Manrique, para luego internarse en la comuna Aranjuez, recorriendo numerosos barrios.
Esta quebrada recorre en cauce bastante intervenido por construcciones y un gran box coulvert en la parte media-baja de la cuenca, sin embargo es la corriente hídrica más importante de este sector, cuenta con un buen número de afluentes y un recorrido bastante extenso, pasa por el Jardín Botánico, el parque Norte y sirve de separador vial en un tramo de la vía después del puente del Mico, lugar donde desemboca en el río Medellín a 1450 MSNM.

### Afluentes
A la quebrada El Molino desaguan las quebradas La Honda (principal afluente), Santa Inés, La Llorona, entre otras corrientes menores.